# Aguinaldo (Ifugao)
Aguinaldo è una municipalità di quarta classe delle Filippine, situata nella Provincia di Ifugao, nella Regione Amministrativa Cordillera.
Aguinaldo è formata da 16 baranggay:
- Awayan
- Bunhian
- Butac
- Buwag
- Chalalo
- Damag
- Galonogon
- Halag
- Itab
- Jacmal
- Majlong
- Mongayang
- Posnaan
- Ta-ang
- Talite
- Ubao